# Shane MacGowan
Shane Patrick Lysaght MacGowan (Pembury, Kent, 25 de diciembre de 1957-Dublín, 30 de noviembre de 2023) fue un compositor y poeta irlandés, principalmente conocido por ser el cantante de The Pogues.

## Biografía
Nacido en Inglaterra, vivió hasta los seis años en la tierra de sus padres, los irlandeses Maurice y Therese MacGowan, procedentes del condado de Tipperary (Èire). Shane MacGowan creció escuchando tocar música tradicional irlandesa a sus familiares y vecinos de la aldea de Carney, cerca de Nenagh (Condado de Tipperary). Después sus padres lo llevaron a él y a su hermana pequeña a Londres, donde se crio.
Influido en su juventud por los Sex Pistols, a finales de los 70 forma un grupo llamado The Nipple Erectors, cuya canción King Of The Bop es la más conocida. 
En torno al año 1982 fundó, junto a Jem Finer y Peter "Spider" Stacy, la legendaria banda británica The Pogues, formación que abandonaría a principios de los 90 por problemas de salud. Fue sustituido por el ex frontman de The Clash, Joe Strummer.
Poco después, su carrera artística prosiguió junto a otra banda, The Popes, con la que grabó tres álbumes.
Desde el año 2004, The Pogues se han vuelto a juntar para tocar.
Las letras de Shane MacGowan han sido comparadas en ocasiones con los escritos del poeta y escritor Charles Bukowski y, sobre todo, con el escritor irlandés Brendan Behan. Su música, en cambio, está influenciada de alguna manera por los siguientes artistas: Sex Pistols, The Dubliners, Jimi Hendrix y Tom Waits, entre otros.
Reclamado con asiduidad por otros músicos para participar en sus álbumes, tales como Nick Cave, Christy Moore, Ron Kavanagh, la formación de Boston Dropkick Murphys, el grupo Bretón Soldat Louis, Alan Stivell, Jools Holland y The Dubliners.
MacGowan murió a los 65 años el 30 de noviembre de 2023, tras ocho años de lucha contra diversos problemas de salud.

## Documentales
Su vida ha sido reflejada en tres documentales:
- If I Should Fall from Grace - The Shane MacGowan Story (2003)
- The Great Hunger. Documental de la BBC sobre su vida.
- Crock of gold: Documental sobre MacGowan como poeta punk irlandés, cantante y compositor principal de The Pogues, producido por Johnny Depp [5]y dirigido por Julien Temple (2020)[6][7]

## Discografía

### The Nipple Erectors
- Bops, Babes, Booze & Bovver (2003) (Recopilación de sencillos grabados entre 1978 y 1979 en Soho Records)

### Discografía básica de Shane conThe Pogues
- Rake at the Gates of Hell. Tiene tres cortes de The Pogues.
- Red Roses for Me (1984)
- Rum, Sodomy, and the Lash (1985)
- Poguetry in Motion EP (1986)
- If I Should Fall From Grace With God (1988)
- Peace and Love (1989)
- Yeah Yeah Yeah Yeah Yeah EP (1990)
- Hell's Ditch (1990)
- The Best of the Pogues (1991)
- The Rest of The Best (1992)
- The Very Best Of The Pogues (2001)
- Streams of Whiskey: Live in Leysin, Switzerland 1991 (2002)
- The Ultimate Collection including Live at the Brixton Academy 2001 (2005)
- Just Look Them Straight In The Eye and Say... POGUE MAHONE!! (Antología/Caja de rarezas) (2008)

### Discografía con Nick Cave
- What a Wonderful World (sencillo) (1992)

### Discografía con The Popes
- The Snake (1995)
- The Crock of Gold (1997)
- Across the Broad Atlantic (2002) Disco en directo.